# Ewa Prus
Ewa Wanda Prus (ur. 1989 w Białymstoku) – polska wokalistka, aktorka teatralna, dubbingowa. Od 2006 roku związana z Teatrem Muzycznym „Roma”.
W 2010 roku rozpoczęła współpracę z Teatrem im. W. Bogusławskiego w Kaliszu. Koncertowała m.in. z Hanną Banaszak, Edytą Górniak, Markiem Bałatą.
Wykonuje utwory w języku: polskim, hiszpańskim, francuskim, włoskim, angielskim i jidysz.
Absolwentka Akademii Teatralnej im. Aleksandra Zelwerowicza w Warszawie. Od 2010 solistka Piotra Rubika, zastąpiła Annę Józefinę Lubieniecką.

## Życiorys
Laureatka konkursu Polskiego Radia Białystok „Przebój na antenie 2006”. W 2008 wystąpiła na koncercie debiutantów 45. edycji KFPP z utworem „Kołysanka Rosemary”. Uczestniczyła w Podlaskich Warsztatach Piosenkarskich, Międzynarodowych Warsztatach Wokalnych w Siedlcach. Jej występy odbywały się m.in. w Polskim Radiu oraz Teatrze Dramatycznym w Białymstoku. W 2009 roku zdobyła Grand Prix na X Ogólnopolskim Festiwalu Piosenki Aktorskiej dla Dzieci i Młodzieży „Śpiewanko” za interpretację piosenki „Na szarość naszych nocy”.
W 2010 roku została solistką Piotra Rubika, zastępując Annę Józefinę Lubieniecką. Zaśpiewała na płycie Opisanie świata, wydanej 8 listopada 2011.
Wystąpiła gościnnie na płycie Made In 2, albumie polskiego zespołu hip-hopowego Fabuła. Płyta została wydana 3 czerwca 2011 roku. Zaśpiewała w utworze „Porozmawiajmy”, który oficjalnie ukazał się 27 kwietnia 2011 na kanale zespołu YouTube.
22 października 2013 ukazał się trzeci autorski album Marka Jackowskiego, do którego Ewa Prus napisała i wykonała utwór „Nie ma cię”. 27 grudnia 2013 roku wystąpiła na koncercie z okazji 60. rocznicy śmierci Juliana Tuwima Rodzynki, stroskane winogrona, zarejestrowanym w Studiu Koncertowym Polskiego Radia im. Witolda Lutosławskiego w Warszawie. Wykonała tam utwory „O siwa mgło” i „Wiatr”.
19 lutego 2015 w Dużej Auli Politechniki Warszawskiej wystąpiła na koncercie poświęconym twórczości Edwarda Stachury Wszystko jest poezja. Wykonała tam utwór „Nie Brookliński most”. 26 września 2015 roku wzięła udział w koncercie Piotra Rubika Pieśni szczęścia, który odbył się na Kadzielni w Kielcach. Zapis z tego koncertu został wydany jako album muzyczny, którego premiera odbyła się 20 listopada.

## Dorobek artystyczny

### Teatr
- Musical Koty
- Musical Upiór w operze

### Dyskografia
| Data                 | Wykonawca / Album                 | Utwór | Źródło |
| -------------------- | --------------------------------- | --- | ------ |
| 3 czerwca 2011       | Fabuła – Made In 2                | - „Porozmawiajmy” (gościnnie: Peja) | [ 11 ] |
| 8 listopada 2011     | Piotr Rubik – Opisanie świata     | - „Opisanie świata” - „Twój wiersz szuka ust” - „Dla wszystkich złote słońce” - „Zawsze chodzi o pieniądze” - „Gdy ogień się z kamieniem zbrata” - „Mój królewiczu z bajki dla rozbitków” - „Bo musi uciec ptak” - „Lawendowy walc” | [ 12 ] |
| 22 października 2013 | Marek Jackowski – Marek Jackowski | - „Nie ma cię” | [ 13 ] |
| 20 listopada 2015    | Piotr Rubik – Pieśni szczęścia    | - „Bukolika ze skowronkiem” - „Na rynku Anioł” - „Piosenka z wichrów i przestworzy” - „Sprawy ważne” - „Nasz czereśniowy ślub” - „Zdrada” - „Telefonów krzyk od rana” - „Razem się zestarzeć” - „Każdym uśmiechem się zachwycić”    | [ 10 ] |

### Polski dubbing

#### Filmy
- 2008: Cheetah Girls: Jeden świat – Aqua
- 2011: Dziewczyny Cheetah 2 – Aquanette Walker
- 2011: Kopciuszek. Inna historia – Melody
- 2012: Bunt FM – Buntowniczka
- 2012: Dziewczyna kontra potwór – Deimata
- 2013: Jeździec znikąd
- 2013: Monster High: Upioryż – Miasto strachu
- 2013: Smerfy: Legenda Smerfnej Doliny – Smerfetka
- 2013: Uniwersytet potworny
- 2014: Lewy Mikołaj
- 2014: Strażnicy Galaktyki
- 2014: Świąteczna zadyma w Los Angeles – Linda Kwan
- 2014: Wielka szóstka
- 2015: Przygody Nobity na Morzu Południowym – Jack
- 2017: Ant-Man i Osa – Ava Starr
- 2018: Zagadki rodziny Hunterów – Jenny
- 2018: Aquaman – Mera
- 2018: Mary Poppins powraca – Mary Poppins (partie wokalne)
- 2021: Cruella – Anita Darling
- 2024: Quo vadis. Miecz miłości – Poppea

#### Seriale
- 2007: Fineasz i Ferb – komputer stacji Fineasza
- 2008: Inazuma 11 – Miles „Millie” Ryan
- 2008–2012: Czarodzieje z Waverly Place
- 2008: Słowami Ginger – Tia
- 2010: Mr Young – sekretarka

- 2010–2013: Para królów – Sasha
- 2010–2014: Powodzenia, Charlie!
- 2011: Austin i Ally – Jessie
- 2011: Jessie – Jessie
- 2011–2013: Taniec rządzi
- 2011: Wkręty z górnej półki
- 2012–2014: Crash i Bernstein – Gloria
- 2012: Blog na cztery łapy – masażystka Nadia
- 2012: Henio Tulistworek – Izabela
- 2012: Kod 9
- 2012–2013: Krypto superpies
- 2012–2013: Zielona Latarnia
- 2013: Beyblade V-Force – Kenny
- 2013: Max Steel – Kat
- 2013–2014: Horronin
- 2013: Jej Wysokość Zosia – Gucia
- 2014: 7K – Hela
- 2014: Star Wars: Rebelianci – Sabine Wren
- 2014: Szczeżujski
- 2016: Lego: Rycerze Nexo – Macy Halbert, Alice, Biczorella (odc.5)
- 2017: Zaplątane przygody Roszpunki – Stalyan (odc.22)

#### Gry
- 2013: Samoloty
- 2018: Overwatch – Brigitte

#### Śpiew
- 2009: Opowieść wigilijna
- 2010: Przyjaciel świętego Mikołaja
- 2018: Mary Poppins powraca